# 国鉄ケ190形蒸気機関車
ケ190形は、かつて日本国有鉄道の前身である鉄道院に在籍した、特殊狭軌線用タンク式蒸気機関車である。

## 概要
元は、仙北軽便鉄道（現在の東日本旅客鉄道石巻線の一部）が1912年（明治45年）の開業時に用意した機関車で、1911年（明治44年）に3両、1913年（大正2年）に1両の計4両がイギリスのエイボンサイド・エンジンで製造された。製造番号は、1614 - 1616, 1665と推定されている。1919年（大正8年）4月1日に仙北軽便鉄道が国有化されたのにともない、国有鉄道籍を得たものである。仙北軽便鉄道時代は、S.K.T.形（1 - 4）と称したが、国有化後はケ190形（ケ190 - ケ193）に改番された。
車軸配置0-6-0(C)で外側式の台枠を持つ、2気筒単式の飽和式、公称13tのサイドタンク機関車である。ボイラー上には蒸気ドームが設置されておらず、安全弁もなんとも名状し難い独特の形状のものが取り付けられていた。
買収された仙北軽便線は、翌1920年（大正9年）には改軌工事を完了し、本形式も不要となった。それに際して、路線延長（嘉手納線）のため車両を探していた沖縄県営鉄道に、同時に不要となった元仙北軽便鉄道の客車（13両）、貨車（30両）とともに譲渡された。車籍削除は1921年（大正10年）3月であったが、実際の引渡しは同年1月で、「譲渡のための車籍削除」の典型例であった。
本形式は譲渡時に鉄道省小倉工場でボイラーの更新を行ない、通常の蒸気ドームのついた形態のものに交換された。沖縄県営鉄道移籍後は、11 - 14に改番されている。太平洋戦争末期の沖縄戦により、鉄道施設は破壊され、事実上の廃車となった。米軍が撮影した瓦礫に埋まる12号や14号の写真などが残されている。

## 同形機
1910年および1911年に同形機が4両（製造番号 1577, 1588, 1608, 1609）製造され、台湾の塩水港製糖に納入されている。